# Константину, Василис
Василис Константину (греч. Βασίλης Κωνσταντίνου, род. 19 ноября 1947, Амарусион, Аттика) — греческий футболист, игравший на позиции вратаря.

## Клубная карьера
В 1964 году, в возрасте 17 лет, стал игроком «Панатинаикоса». В первые годы карьеры был вторым после Такиса Икономопулоса вратарём клуба. Дебют в Альфа Этниках его состоялся в январе 1964 года. Был запасным вратарём в финале Кубка европейских чемпионов 1970/71 на «Уэмбли», где со счётом 0:2 проиграли амстердамскому «Аяксу». В ответном полуфинальном матче того же розыгрыша против «Црвены Звезды» Константину отстоял «на ноль» и помог греческому клубу выйти в финал. За 19 лет в столичном клубе Василис выиграл множества национальных трофеев.
В 1983 году перешёл в «ОФИ». В следующем году, в возрасте 37 лет, Константину завершил карьеру футболиста.

## Международная карьера
Дебют за сборную Греции состоялся 17 января 1973 года в отборочном матче Чемпионата мира 1974 против сборной Испании. Был включен в состав на Чемпионат Европы 1980 в Италии, где сыграл в 2 матчах (против Нидерландов и Чехословакии) и пропустил 4 гола. Всего Константину провёл за сборную 28 матчей.

## Достижения
- Чемпион Греции (5): 1964/65, 1968/69, 1969/70, 1971/72, 1976/77
- Обладатель Кубка Греции (2): 1977, 1982
- Обладатель Балканского кубка: 1977